# Boechera calderi
Boechera calderi är en korsblommig växtart som först beskrevs av Gerald Alfred Mulligan, och fick sitt nu gällande namn av Windham och Al-shehbaz. Boechera calderi ingår i släktet indiantravar, och familjen korsblommiga växter. Inga underarter finns listade i Catalogue of Life.